# Kseniya Ryzhova
Pour les articles homonymes, voir Ryjova.
Kseniya Olegovna Ryzhova (en russe : Ксения Олеговна Рыжова), née Vdovina (Вдовина) le 19 avril 1987 à Lipetsk, est une athlète russe, spécialiste du 400 mètres.

## Biographie
Kseniya Ryzhova remporte la médaille d'or du relais 4 × 400 mètres lors des Championnats d'Europe espoirs 2007 et 2009. En 2010, elle se classe deuxième des Championnats du monde en salle de Doha aux côtés de ses compatriotes Svetlana Pospelova, Natalya Nazarova et Tatyana Firova.
Elle descend pour la première fois de sa carrière sous les 50 secondes au 400 m le 24 juin 2013 à Tcheboksary en établissant le temps de 49 s 80.
Pour avoir pris un stimulant lors des championnats du monde à Sopot (de la trimétazidine, interdite depuis janvier 2014), elle est suspendue pour neuf mois, jusqu'au 31 décembre 2014.

## Palmarès
| Date | Compétition                       | Lieu        | Résultat | Épreuve   |
| ---- | --------------------------------- | ----------- | -------- | --------- |
| 2007 | Championnats d'Europe espoirs     | Debrecen    | 1re      | 4 × 400 m |
| 2009 | Championnats d'Europe espoirs     | Kaunas      | 1re      | 4 × 400 m |
| 2010 | Championnats du monde en salle    | Doha        | 2e       | 4 × 400 m |
| 2011 | Championnats d'Europe en salle    | Paris       | 1re      | 4 × 400 m |
| 2011 | Championnats d'Europe par équipes | Stockholm   | 1re      | 4 × 400 m |
| 2011 | Championnats du monde             | Daegu       | 3e       | 4 × 400 m |
| 2013 | Championnats du monde             | Moscou      | 6e       | 400 m     |
| 2013 | Championnats du monde             | Moscou      | DQ       | 4 × 400 m |
| 2013 | DécaNation                        | Valence     | 3e       | 400 m     |
| 2015 | Championnats d'Europe par équipes | Tcheboksary | 2e       | 4 x 100 m |
| 2015 | Championnats d'Europe par équipes | Tcheboksary | 1re      | 4 x 400 m |
| 2015 | Championnats du monde             | Pékin       | 4e       | 4 × 400 m |
| 2015 | Jeux mondiaux militaires          | Mungyeong   | 1re      | 4 x 400 m |

### Records
| Épreuve | Épreuve      | Performance | Lieu        | Date            |
| ------- | ------------ | ----------- | ----------- | --------------- |
| 400 m   | En plein air | 49 s 80     | Tcheboksary | 24 juin 2013    |
| 400 m   | En salle     | 51 s 03     | Moscou      | 18 février 2014 |